# Wojna w Osetii Południowej (1991–1992)

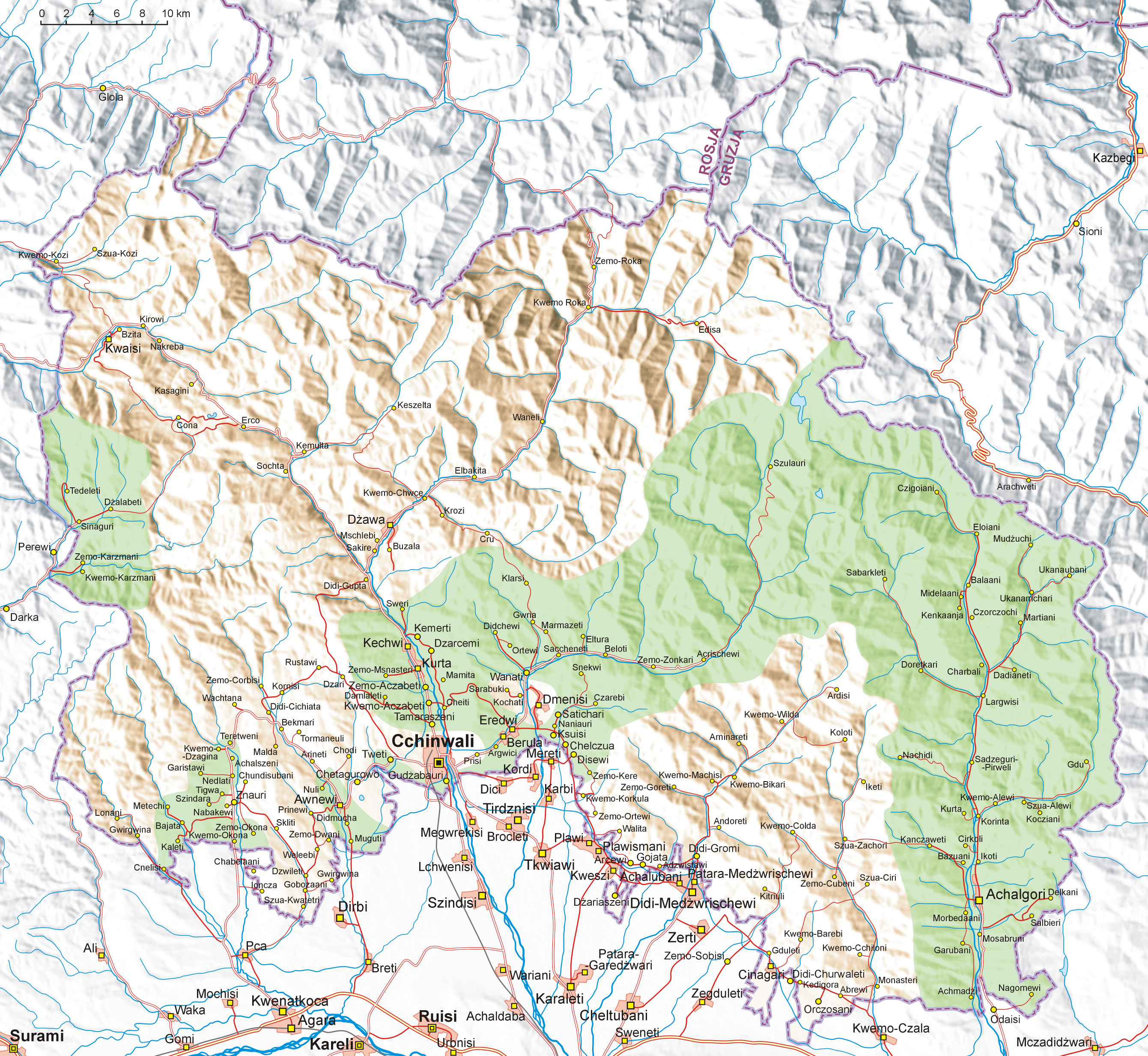
Tereny Osetii Południowej kontrolowane przez Gruzję po zakończeniu wojny (zaznaczone kolorem zielonym)

Wojna w Osetii Południowej – konflikt zbrojny w latach 1991–1992 na terytorium Osetii Południowej pomiędzy siłami zbrojnymi Gruzji a uzbrojonymi oddziałami nieregularnymi złożonymi z mieszkańców Osetii Południowej oraz wspierającymi ich oddziałami przybyłymi z sąsiedniej Osetii Północnej i z Rosji.

## Historia
Na fali pieriestrojki w ZSRR z lat 80. XX i Jesieni Ludów, 10 listopada 1989 Rada Delegatów Ludowych radzieckiego Południowoosetyjskiego Okręgu Autonomicznego podjęła decyzję o przyłączeniu Obwodu do Północnoosetyjskiej ASRR; Sąd Najwyższy Gruzińskiej SRR uznał jednak tę decyzję za sprzeczną z prawem. Faktyczny rozpad ZSRR zapoczątkowany ogłoszeniem przez Litwę niepodległości w marcu 1990 spowodował, że ujawniły się aspiracje niepodległościowe także w Gruzji; kilka wchodzących dotychczas w skład Gruzińskiej SRR autonomicznych republik radzieckich (abchaska, adżarska i osetyjska) nie akceptowało jednak zwierzchnictwa Tbilisi.
Po ogłoszeniu 10 grudnia 1990 przez Radę Najwyższą Gruzji likwidacji Południowoosetyjskiego Okręgu Autonomicznego wojska gruzińskie wkroczyły 5 stycznia 1991 do stolicy Osetii Południowej Cchinwali i okolicznych wsi, spotykając się z ostrzałem ze strony miejscowych separatystów. 29 stycznia przewodniczący miejscowego parlamentu autonomicznego, Torez Kułumbegow, zaproszony został do Tbilisi na negocjacje, tam jednak niezwłocznie go aresztowano pod zarzutem nawoływania do waśni narodowościowych.
Najcięższe walki toczyły się w marcu i kwietniu i po względnym uspokojeniu latem ponownie w połowie września 1991. Gruzja zablokowała drogi prowadzące do Cchinwali uniemożliwiając dostawy żywności i zaopatrzenia oraz wstrzymała dostawy energii elektrycznej, Osetyjczycy blokowali w odwecie wsie zamieszkane przez Gruzinów. Po obu stronach doszło do aktów przemocy.
W lutym 1992 walki wzmogły się, gdy na odsiecz Południowej Osetii sporadycznie kierowane było zaopatrzenie (w tym wojskowe) z Rosji; niezależni obserwatorzy potwierdzali wsparcie wojskowe ze strony oddziałów rosyjskiego ministerstwa spraw wewnętrznych. Władze rosyjskie, w tym prezydent Borys Jelcyn i przewodniczący Rady Najwyższej Rusłan Chasbułatow także wspierały tendencje separatystyczne (względem Gruzji) tego regionu.
Spotkanie prezydentów Gruzji (Szewardnadze) i Rosji (Jelcyna) 24 czerwca 1992 doprowadziło do zawieszenia broni, które nastąpiło 14 lipca. Rosja i Gruzja uzgodniła, że teren Osetii Południowej, wciąż formalnie należącej do Gruzji, patrolowany będzie przez siły pokojowe złożone z żołnierzy rosyjskich, gruzińskich i południowoosetyjskich. Ten stan rzeczy utrzymywał się we względnym spokoju aż do roku 2004; gdy po wyborze Saakaszwilego na prezydenta Gruzji dochodziło coraz częściej do sporadycznych zakłóceń zawieszenia broni. W sierpniu 2008, kilka godzin przed ceremonią otwarcia XXIX Igrzysk Olimpijskich w Pekinie, rozpoczęła się kolejna wojna.